# Emil Forsberg
Emil Forsberg, né le 23 octobre 1991 à Sundsvall en Suède, est un footballeur international suédois qui joue au poste d'ailier gauche ou de milieu offensif au RB New York.

## Biographie

### En club
Avec le club du Malmö FF, il joue 12 matchs en Ligue des champions. Lors de cette compétition, il inscrit un but face au Sparta Prague, puis un autre face au Red Bull Salzbourg.
Le 7 janvier 2015, Emil Forsberg s'engage en faveur du RB Leipzig, signant un contrat de trois ans et demi.
Il est le meilleur passeur décisif européen de la saison 2016/2017 après une superbe saison avec le RB Leipzig, club néophyte en Bundesliga qui finit à la deuxième place du championnat allemand.
Il est aussi meilleur passeur de Bundesliga avec dix neuf passes décisives en 2016/2017.
La saison suivante il se blesse et peine à réaliser les mêmes performances que l'année précédente, il délivre seulement deux passes décisives en championnat, il retrouve sa place de titulaire indiscutable peu à peu lors de la saison 2018-2019, son équipe se qualifie pour la Ligue des Champions 2019-2020 où elle se fait éliminer en demi finale après un beau parcours par le Paris-Saint-Germain dans un format spécial à élimination directe pour cause de covid.
Le 12 mai 2021, Forsberg prolonge avec Leipzig, signant un contrat courant jusqu'en juin 2025. 
Lors de la période hivernale 2023-2024, il signe en faveur des Red Bulls de New York, club de MLS.
Forsberg marque son premier but sous les couleurs des Red Bulls le 10 mars 2024, lors d'une rencontre de MLS face au FC Dallas. Titulaire et capitaine ce jour-là, il ouvre le score en transformant un penalty, participant ainsi à la victoire de son équipe par deux buts à un.

### En équipe nationale
Il reçoit sa première sélection en équipe nationale le 17 janvier 2014, en match amical contre la Moldavie.
Le 27 mars 2015, il délivre sa première passe décisive, contre la Moldavie. La Suède s'impose 0-2 dans ce match des éliminatoires de l'Euro 2016. Par la suite, le 14 novembre de la même année, il inscrit son premier but, face au Danemark, lors de ces mêmes éliminatoires (victoire 2-1). A noter qu'il délivre également une nouvelle passe décisive lors de cette rencontre.
Il marque son deuxième but le 5 juin 2016, en match amical face au Pays de Galles (victoire 3-0). Il inscrit son troisième but le 11 novembre de la même année, contre l'équipe de France. Ce match perdu 2-1 rentre dans le cadre des éliminatoires du mondial 2018.
Par la suite, le 25 mars 2017, il s'illustre avec un doublé face à la Biélorussie. La Suède s'impose sur le large score de 4-0 dans ce match qualificatif pour la Coupe du monde 2018. Il inscrit son sixième but le 3 septembre 2017, une nouvelle fois contre la Biélorussie, lors de ces mêmes éliminatoires. A noter qu'il délivre également deux passes décisives lors de cette rencontre.
En mai 2018, Forsberg est sélectionné par Janne Andersson pour participer à la Coupe du monde 2018 organisée en Russie. Lors de ce mondial, il joue tous les matchs de la Suède. En huitième de finale face à la Suisse, Forsberg se met en évidence en marquant le seul but de la rencontre. Il se voit par la suite élu meilleur joueur du match. La Suède est cependant éliminée en quart de finale par l'Angleterre.
Le 8 septembre 2019, il marque son huitième but face à la Norvège, à l'occasion des éliminatoires de l'Euro 2020 (score : 1-1). Il délivre ensuite quelques semaines plus tard deux nouvelles passes décisives, contre l'Espagne et la Roumanie.
Le 19 mai 2021, il est convoqué par Janne Andersson, le sélectionneur de l'équipe nationale de Suède dans la liste des 26 joueurs suédois retenus pour participer à l'Euro 2020,. Lors de ce tournoi Emil Forsberg se distingue en inscrivant 4 buts en 3 matchs, respectivement contre la Slovaquie, la Pologne (doublé) et l'Ukraine. Malgré ses performances, la Suède est battue par l'Ukraine en huitièmes de finale.

## Statistiques
| Saison                | Club                   | Championnat           | Championnat | Championnat | Championnat | Coupe(s) nationale(s) | Coupe(s) nationale(s) | Coupe(s) nationale(s) | Compétition(s) continentale(s) | Compétition(s) continentale(s) | Compétition(s) continentale(s) | Compétition(s) continentale(s) | Plays off | Plays off | Plays off | Suède | Suède | Suède | Total | Total | Total |
| Saison                | Club                   | Division              | M.          | B.          | P.d.        | M.                    | B.                    | P.d.                  | Comp.                          | M.                             | B.                             | P.d.                           | M.        | B.        | P.d.      | M.    | B.    | P.d.  | M.    | B.    | P.d.  |
| 2009                  | GIF Sundsvall          | Superattan            | 19          | 1           | 3           | 1                     | 0                     | 0                     | -                              | -                              | -                              | -                              | -         | -         | -         | -     | -     | -     | 20    | 1     | 3     |
| 2010                  | GIF Sundsvall          | Superattan            | 30          | 6           | 3           | 1                     | 0                     | 0                     | -                              | -                              | -                              | -                              | 2         | 0         | 0         | -     | -     | -     | 33    | 6     | 3     |
| 2011                  | GIF Sundsvall          | Superattan            | 27          | 11          | 4           | 2                     | 3                     | 0                     | -                              | -                              | -                              | -                              | -         | -         | -         | -     | -     | -     | 29    | 14    | 4     |
| 2012                  | GIF Sundsvall          | Allsvenskan           | 21          | 6           | 2           | 4                     | 0                     | 1                     | -                              | -                              | -                              | -                              | 1         | 0         | 0         | -     | -     | -     | 26    | 6     | 3     |
| Sous-total            | Sous-total             | Sous-total            | 97          | 24          | 12          | 8                     | 3                     | 1                     | -                              | -                              | -                              | -                              | 3         | 0         | 0         | -     | -     | -     | 108   | 27    | 13    |
| 2009                  | Medskogsbron BK (prêt) | Division 1            | 2           | 2           | -           | -                     | -                     | -                     | -                              | -                              | -                              | -                              | -         | -         | -         | -     | -     | -     | 2     | 2     | 0     |
| 2013                  | Malmö FF               | Allsvenskan           | 28          | 5           | 3           | 4                     | 0                     | 2                     | C3                             | 6                              | 2                              | 1                              | 1         | 2         | 0         | -     | -     | -     | 39    | 9     | 6     |
| 2014                  | Malmö FF               | Allsvenskan           | 29          | 14          | 5           | 5                     | 2                     | 2                     | C1                             | 12                             | 2                              | 2                              | 1         | 1         | 0         | 5     | 0     | 0     | 52    | 19    | 9     |
| Sous-total            | Sous-total             | Sous-total            | 57          | 19          | 8           | 9                     | 2                     | 4                     | -                              | 18                             | 4                              | 3                              | 2         | 3         | 0         | 5     | 0     | 0     | 91    | 28    | 15    |
| 2014-2015             | RB Leipzig             | 2. Bundesliga         | 14          | 0           | 3           | 1                     | 0                     | 0                     | -                              | -                              | -                              | -                              | -         | -         | -         | 4     | 0     | 0     | 19    | 0     | 3     |
| 2015-2016             | RB Leipzig             | 2. Bundesliga         | 32          | 8           | 6           | 1                     | 0                     | 0                     | -                              | -                              | -                              | -                              | -         | -         | -         | 11    | 2     | 0     | 44    | 10    | 6     |
| 2016-2017             | RB Leipzig             | Bundesliga            | 30          | 8           | 19          | 1                     | 0                     | 0                     | -                              | -                              | -                              | -                              | -         | -         | -         | 7     | 3     | 0     | 38    | 11    | 19    |
| 2017-2018             | RB Leipzig             | Bundesliga            | 21          | 2           | 2           | 1                     | 1                     | 0                     | C1+C3                          | 5+6                            | 2+0                            | 0+2                            | -         | -         | -         | 14    | 2     | 1     | 47    | 7     | 5     |
| 2018-2019             | RB Leipzig             | Bundesliga            | 20          | 4           | 8           | 4                     | 2                     | 0                     | C3                             | 5                              | 1                              | 1                              | -         | -         | -         | 4     | 0     | 0     | 33    | 7     | 9     |
| 2019-2020             | RB Leipzig             | Bundesliga            | 22          | 5           | 2           | 1                     | 1                     | 0                     | C1                             | 9                              | 4                              | 1                              | -         | -         | -         | 4     | 1     | 2     | 36    | 11    | 5     |
| 2020-2021             | RB Leipzig             | Bundesliga            | 29          | 7           | 3           | 5                     | 1                     | 1                     | C1                             | 7                              | 1                              | 1                              | -         | -         | -         | 13    | 5     | 1     | 54    | 14    | 6     |
| 2021-2022             | RB Leipzig             | Bundesliga            | 31          | 6           | 2           | 5                     | 1                     | 0                     | C1+C3                          | 6+4                            | 2+2                            | 1                              | -         | -         | -         | 12    | 4     | 1     | 58    | 15    | 4     |
| 2022-2023             | RB Leipzig             | Bundesliga            | 30          | 6           | 4           | 5                     | 2                     | 3                     | C1                             | 8                              | 1                              | 0                              | -         | -         | -         | 7     | 3     | 0     | 50    | 12    | 7     |
| 2023-2024             | RB Leipzig             | Bundesliga            | 14          | 2           | 1           | 2                     | 1                     | 0                     | C1                             | 6                              | 1                              | 0                              | -         | -         | -         | 5     | 1     | 1     | 27    | 5     | 2     |
| Sous-total            | Sous-total             | Sous-total            | 243         | 48          | 49          | 26                    | 9                     | 4                     | -                              | 56                             | 14                             | 6                              | -         | -         | -         | 81    | 21    | 6     | 406   | 92    | 65    |
| 2024                  | RB New York            | MLS                   | 24          | 11          | 6           | -                     | -                     | -                     | -                              | -                              | -                              | -                              | -         | -         | -         | 4     | 0     | 0     | 28    | 11    | 6     |
| 2025                  | RB New York            | MLS                   | 3           | 1           | -           | -                     | -                     | -                     | -                              | -                              | -                              | -                              | -         | -         | -         | -     | -     | -     | 3     | 1     | 0     |
| Sous-total            | Sous-total             | Sous-total            | 27          | 12          | 6           | -                     | -                     | -                     | -                              | 0                              | 0                              | 0                              | -         | -         | -         | 4     | 0     | 0     | 31    | 12    | 6     |
| Total sur la carrière | Total sur la carrière  | Total sur la carrière | 428         | 105         | 75          | 43                    | 14                    | 9                     | -                              | 74                             | 18                             | 9                              | 5         | 3         | 0         | 90    | 21    | 6     | 640   | 161   | 99    |

## Palmarès

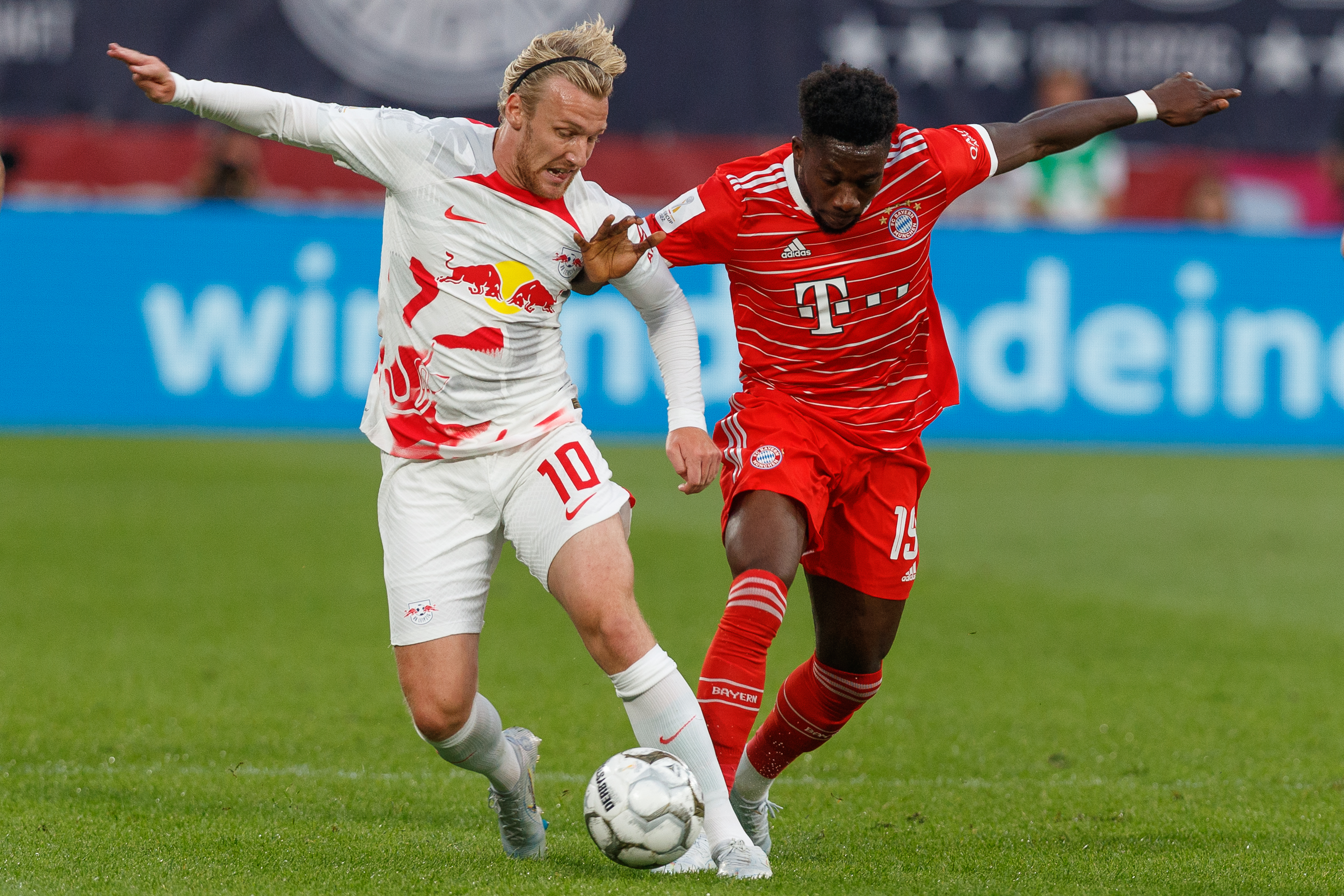
Emil Forsberg sous les couleurs du RB Leipzig, face à Alphonso Davies.

### Club
|  |  | Malmö FF - Allsvenskan - Champion : 2013 et 2014 - Supercoupe de Suède - Vainqueur : 2013 et 2014 |  | RB Leipzig - Bundesliga - Vice-Champion : 2017 et 2021 - Coupe d'Allemagne - Vainqueur : 2022 et 2023 - Finaliste : 2019 et 2021 - Supercoupe d'Allemagne - Vainqueur : 2023 - Finaliste : 2022 |

### Individuel

#### RB Leipzig
- Meilleur passeur de la Bundesliga en 2017 (19 passes)
- Guldbollen en 2021